# Internationale Cricket-Saison 2008/09
Die internationale Cricket-Saison 2008/09 fand zwischen September 2008 und März 2009 statt. Als Wintersaison wurden vorwiegend Heimspiele der Mannschaften aus Südasien, der Karibik und Ozeanien ausgetragen. Die ausgetragenen Tests der internationalen Touren bildeten die Grundlage für die ICC Test Championship. Die ODIs bildeten den Grundstock für die ICC ODI Championship.

## Überblick

### Internationale Touren
| Beginn            | Heimteam    | Auswärtsteam | Resultate | Resultate | Resultate | Artikel |
| Beginn            | Heimteam    | Auswärtsteam | Test      | ODI       | Twenty20  | Artikel |
| ----------------- | ----------- | ------------ | --------- | --------- | --------- | ------- |
| 9. Oktober 2008   | Indien      | Australien   | 2–0 [4]   |           |           | Artikel |
| 9. Oktober 2008   | Bangladesch | Neuseeland   | 0–1 [2]   | 1–2 [3]   |           | Artikel |
| 31. Oktober 2008  | Südafrika   | Kenia        |           | 2–0 [2]   |           | Artikel |
| 5. November 2008  | Südafrika   | Bangladesch  | 2–0 [2]   | 2–0 [3]   | 1–0 [1]   | Artikel |
| 12. November 2008 | Pakistan    | West Indies  |           | 3–0 [3]   |           | Artikel |
| 14. November 2008 | Indien      | England      | 1–0 [2]   | 5–0 [5]   |           | Artikel |
| 20. November 2008 | Australien  | Neuseeland   | 2–0 [2]   | 2–2 [5]   | 1–0 [1]   | Artikel |
| 20. November 2008 | Simbabwe    | Sri Lanka    |           | 0–5 [5]   |           | Artikel |
| 11. Dezember 2008 | Neuseeland  | West Indies  | 0–0 [2]   | 2–1 [5]   | 1–0 [2]   | Artikel |
| 17. Dezember 2008 | Australien  | Südafrika    | 2–1 [3]   | 1–4 [5]   | 2–0 [2]   | Artikel |
| 26. Dezember 2008 | Bangladesch | Sri Lanka    | 0–2 [2]   |           |           | Artikel |
| 19. Januar 2009   | Bangladesch | Simbabwe     |           | 2–1 [3]   |           | Artikel |
| 20. Januar 2009   | Pakistan    | Sri Lanka    | 0–0 [1]   | 1–2 [3]   |           | Artikel |
| 27. Januar 2009   | Kenia       | Simbabwe     |           | 0–5 [5]   |           | Artikel |
| 28. Januar 2009   | Sri Lanka   | Indien       |           | 1–4 [5]   | 0–1 [1]   | Artikel |
| 4. Februar 2009   | West Indies | England      | 1–0 [5]   | 2–3 [5]   | 1–0 [1]   | Artikel |
| 25. Februar 2009  | Neuseeland  | Indien       | 0–1 [3]   | 1–3 [5]   | 2–0 [2]   | Artikel |
| 26. Februar 2009  | Südafrika   | Australien   | 1–2 [3]   | 3–2 [5]   | 2–0 [2]   | Artikel |

### Internationale Turniere
| Beginn            | Turnier                                      | Land               |
| ----------------- | -------------------------------------------- | ------------------ |
| 4. Oktober 2010   | ICC World Cricket League Division Four 2008  | Tansania           |
| 10. Oktober 2008  | Quadrangular Twenty20 Series                 | Kanada             |
| 17. Oktober 2008  | Tri-Nation Tournament in Kenia 2008/09       | Kenia              |
| 25. November 2008 | ICC Americas Championship 2008               | Vereinigte Staaten |
| 10. Januar 2009   | Tri-Series                                   | Bangladesch        |
| 24. Januar 2009   | ICC World Cricket League Division Three 2009 | Argentinien        |

### Fortlaufende Turniere
| Dauer     | Turnier                          |
| --------- | -------------------------------- |
| 2008–2009 | ICC Intercontinental Cup 2007–08 |

### Internationale Touren (Frauen)
| Beginn           | Heimteam   | Auswärtsteam | Resultate | Resultate | Artikel |
| Beginn           | Heimteam   | Auswärtsteam | WODI      | WTwenty20 | Artikel |
| ---------------- | ---------- | ------------ | --------- | --------- | ------- |
| 28. Oktober 2008 | Australien | Indien       | 5–0 [5]   | 1–0 [1]   | Artikel |
| 5. November 2008 | Sri Lanka  | West Indies  | 3–2 [5]   |           | Artikel |
| 31. Januar 2009  | Neuseeland | Australien   | 2–2 [5]   | 0–1 [1]   | Artikel |

### Internationale Turniere (Frauen)
| Beginn          | Turnier                                      | Land        |
| --------------- | -------------------------------------------- | ----------- |
| 6. Februar 2009 | Bangladesh Tri-Nation Women’s Series 2008/09 | Bangladesch |
| 6. März 2009    | Women’s Cricket World Cup 2009               | Australien  |

## Nationale Meisterschaften
Aufgeführt sind die nationalen Meisterschaften der Full Member des ICC.
| Land                                       | First-Class                              | List A                                          | Twenty20                                     |
| ------------------------------------------ | ---------------------------------------- | ----------------------------------------------- | -------------------------------------------- |
| Australien                                 | Sheffield Shield 2008/09                 | Ford Ranger Cup 2008/09                         | Twenty20 Big Bash 2008/09                    |
| Bangladesch                                | National Cricket League 2008/09          | IMT National Cricket League One-Day 2008/09     |                                              |
| Indien                                     | Ranji Trophy 2008/09                     | Vijay Hazare Trophy 2008/09                     |                                              |
| Duleep Trophy 2008/09                      | Deodhar Trophy 2008/09                   |                                                 |                                              |
| Irani Cup 2008/09                          | NKP Salve Challenger Trophy 2008/09      |                                                 |                                              |
| Neuseeland                                 | Plunket Shield 2008/09                   | State Shield 2008/09                            | State Twenty20 2008/09                       |
| Pakistan                                   | Quaid-e-Azam Trophy 2008/09              | RBS Pentangular One Day Cup 2008/09             | Royal Bank of Scotland Twenty-20 Cup 2008/09 |
| RBS Pentangular Cup 2008/09                |                                          |                                                 |                                              |
| Simbabwe                                   | Logan Cup 2008/09                        | FC Inter-Provincial One-Day Competition 2008/09 |                                              |
| Sri Lanka                                  | Premier Trophy 2008/09                   | Premier Limited Overs Tournament 2008/09        | Inter-Provincial Twenty20 Tournament 2008/09 |
|                                            | Inter-Provincial Tournament 2008/09      |                                                 |                                              |
| Südafrika                                  | SuperSport Series 2008/09                | MTN Domestic Championship 2008/09               | Standard Bank Pro20 Series 2008/09           |
| SAA Provincial Three-Day Challenge 2008/09 | SAA Provincial One-Day Challenge 2008/09 |                                                 |                                              |
| West Indies                                | Regional Four Day Competition 2008/09    | West Indies Cricket Board Cup 2008/09           |                                              |